# Premis Ciutat de Sant Cugat
Els Premis Ciutat de Sant Cugat o Premis Sant Cugat, hereus dels antics Premis Santcugatenc de l'Any, són uns premis anuals, convocats per l'ajuntament de Sant Cugat del Vallès, que tenen com a objectiu reconèixer i premiar a persones, col·lectius o entitats per la seva activitat destacada dins el municipi.
La primera edició dels Premis Santcugatenc de l'Any va ser una iniciativa de l'associació Amics de Ràdio Sant Cugat i es va fer l'any 1982. Els Premis van deixar d'atorgar-se l'any 2002 després que l'emissora tanqués i es dissolgués l'associació. Més tard, l'any 2005, l'ajuntament de Sant Cugat els va recuperar, amb caràcter institucional. L'Ajuntament els va canviar el nom, anomenant-los des d'aleshores Premis Ciutat de Sant Cugat, o simplement Premis Sant Cugat.
Els anys 2019 i 2020, els Premis no es van lliurar, essent posposats a causa de la situació de crisi generada per la COVID-19. La darrera edició celebrada es correspon als Premis 2018, lliurats el març de 2019.
Les candidatures als Premis són proposades per una comissió de l'ajuntament de Sant Cugat o bé a través de particulars. Un jurat, integrat per representants polítics i representants de diferents àmbits de la vida locals, decideix sobre els possibles guanyadors o guanyadores. La ciutadania participa amb una votació popular al web de l'ajuntament. S'entreguen sis guardons: 1) Solidaritat i Civisme, 2) Cultura i Art, 3) Economia, 4) Esports Promoció de la Ciutat, i 5) Reconeixement a tota una trajectòria al servei de la ciutat.
Els Premis es lliuren en una espectacular cerimònia que es desenvolupa al Teatre-Auditori de Sant Cugat, durant la qual es pot gaudir de l'actuació d'orquestres, cantants, corals i altres artistes, com ara, la Companyia Elèctrica Dharma, que va actuar al lliurament de premis de l'any 2002, o l'Orquestra Simfònica de Sant Cugat. El 2011, l'actor Toni Albà va participar en la gala amb la seva paròdia de Joan Carles I d'Espanya, la qual cosa va fer que el Partit Popular el volgués vetar a les properes edicions. Els Premis es concreten en una peça artística de l'escultor Salvador Juanpere i un diploma acreditatiu i no tenen retribució econòmica.
La convocatòria dels premis de l'edició del 2019 no es va dur a terme a causa de l'arribada de la pandèmia de COVID-19 a Catalunya a principis de 2020. Des de llavors, no s'ha organitzat cap altra edició.

## Relació de guardonats
Dades de la pàgina especial de l'Ajuntament de Sant Cugat dedicada als Premis.
2005
- Aula d'Extensió Universitària
- Càrites Parroquial
- Erik Johansson
- Pepa Llunell i Sangés
- Júnior FC
- Premi extraordinari:Tot Sant Cugat

2006
- Enriqueta Guarch i Cuberas
- Mossèn Pere Grau i Andreu
- Orquestra Simfònica Sant Cugat¡
- Consol Torrente i Aranega
- Sant Cugat Esport FC
- Premi extraordinari: Centre Borja

2007
- Antoni Aguilera
- Glòria Rognoni
- Escoles bressol municipals de Sant Cugat
- Societat Coral La Lira
- Ràdio Sant Cugat

2008
- UREF i Agrupació Teatral la Floresta
- Júlia Menéndez
- Associació Familiars Alzheimer Vallès Occidental (AFA)
- Marxa Infantil
- Eduard Ansaldo
- Premi extraordinari: Emma Vilarasau Tomàs

2009
- Casal d'Avis de Valldoreix
- Delphi
- Josep Castellví i Jordi Roca
- Montserrat Rumbau i Joan Troyano
- Plataforma Santcugatenca per a l'Autodeterminació
- Premi extraordinari: Arcadi Oliveres i Boadella

2010
- Associació d'Amics de Pedra i Sang
- Laura Esteve
- Llar d'Avis de la Parròquia
- Televisió de Sant Cugat
- UPC Campus d'Excel·lència
- Premi extraordinari: Pere Formiguera i Sala

2011
- Assumpció Esteban
- Castellers de Sant Cugat
- Oriol Abril
- Delegació local de l'Associació Catalana per al Parkinson
- Ubisoft Entertainment
- Premi extraordinari: Victòria Camps i Cervera

2012
- Associació de Voluntaris de Protecció Civil
- Geganters de Sant Cugat
- Rogeli Pedró
- StQlímpics
- Diari de Sant Cugat
- Premi extraordinari: Joan Villadelprat i Bernal
- Premi extraordinari: Escola Joan Maragall.

2013
- Taller Jeroni de Moragas
- Club de Rugby Sant Cugat
- Domènec Miquel
- Elisabet Franch i Moncunill
- Voluntariat per la llengua
- Premi extraordinari: Imma Monsó

2014
- Llibreia Paideia
- Mira-sol Teatre
- Comissió del Ball de Gitanes
- Rotary Club Sant Cugat
- Lectures a la Fresca
- Premi extraordinari:Josep Ferré Rovira.

2015
- Banc del Temps
- Diables de Sant Cugat
- Assedega'm
- Dar-Al-Amal. Casa de l'Esperança
- Coral Tardor de la gent gran
- Premi extraordinari: Jaume Pla i Pladevall

2016
- L'Ateneu
- Esplai Pica-Roca
- Alumnes Escola Thau Sant Cugat
- Aula de So
- Fons Social Sant Cugat-Valldoreix (FSSV)
- Premi extraordinari: Josep Canals

2017
- Joan Hidalgo
- Marta Martí
- Montse Mora
- Lluís Ribas
- Patí Hoquei Club Sant Cugat
- Premi extraordinari: Gemma Mengual i Civil

2018
- Escola avenç - FabLab Sant Cugat (votació popular)
- Fundació Jeroni de Moragas
- Club Volei Sant Cugat
- Cor De Gospel Sant Cugat
- Premi extraordinari: Eduard Jener